# Пунч (город)
Пунч (англ. Poonch) — город в Джамму и Кашмире, расположен в одноимённом округе.

## История
Пунч расположен в индийской части Кашмира, в то время как одноимённый округ был разделён между Индией и Пакистаном в ходе первой индо-пакистанской войны.

## Географическое положение
Высота центра НП составляет 980 метров над уровнем моря.

## Демография
Население города по годам:
| 1991   | 2001   | 2010   |
| ------ | ------ | ------ |
| 14 171 | 23 978 | 36 822 |